# Канава (озеро)
Канава (Сарпа, урочище Лиман Сарпа) — озеро на юге Октябрьского района Калмыкии. Расположено к востоку от посёлка Хошеут. На топографической карте 1989 года обозначено как лиман Сарпа. На топографической карте Сталинградской области и Калмыцкой АССР обозначено как озеро Цабдыр-Нузюр.
Относится к Западно-Каспийскому бассейновому округу. Площадь — 4,06 км². Входит в систему Сарпинских озёр.

## Физико-географическая характеристика

### Происхождение
Как и другие озёра водной системы Сарпинско-Даванской ложбины озеро имеет реликтовое происхождение. Формирование озера связано с нижнехвалынской трансгрессией Каспийского моря. Озеро представляет собой реликт древней дельты, сформировавшейся на протяжении 7 — 8 тысяч лет на месте глубокого эстуария в конце позднего плейстоцена.

### Гидрология и климат
Гидрологический режим озера естественно-антропогенный. Озеро расположено в зоне резко континентального, полупустынного климата. В условиях значительного испарения роль дождевых осадков в водном режиме озера не велика. До ввода в эксплуатацию Сарпинской оросительно-обводнительной системы основным источником питания водоёма являлись осадки, выпадающие в зимний период. С конца 1970-х в озеро сбрасывается избыток воды из расположенного выше озера Сарпа (Цаган-Нур).

## Хозяйственное использование
В период летней межени используется как сенокосное угодье.